# AP Tourism Hyderabad Open 2005
Hyderabad Open 2005 - жіночий тенісний турнір, що проходив у Гайдарабаді (Індія). Належав до турнірів 4-ї категорії в рамках Туру WTA 2005. Тривав з 7 до 12 лютого 2005 року.
Саня Мірза стала першою серед індійських жінок, яка виграла титул WTA в одиночному розряді.

## Учасниці

### Сіяні учасниці
| Країна     | Гравчиня             | Рейтинг* | Сіяна |
| ---------- | -------------------- | -------- | ----- |
| КНР        | Лі На                | 56       | 1     |
| Німеччина  | Анна-Лена Гренефельд | 58       | 2     |
| Росія      | Тетяна Панова        | 60       | 3     |
| КНР        | Чжен Цзє             | 61       | 4     |
| Польща     | Марта Домаховська    | 66       | 5     |
| Таїланд    | Тамарін Танасугарн   | 67       | 6     |
| Словаччина | Любомира Курхайцова  | 90       | 7     |
| Росія      | Марія Кириленко      | 94       | 8     |
| Україна    | Альона Бондаренко    | 107      | 9     |

* Рейтинг подано станом на 31 січня 2005

### Інші учасниці
Нижче наведено учасниць, які отримали вайлдкард на участь в основній сітці:
- Анкіта Бгамбрі
- Саня Мірза
- Шахар Пеєр

Нижче наведено гравчинь, які пробились в основну сітку через стадію кваліфікації:
- Акгуль Аманмурадова
- Ярміла Ґайдошова
- Лі Тін
- Менді Мінелла

Учасниці, що потрапили в основну сітку як щасливі лузери:
- Хісамацу Сіхо
- Тетяна Пучек

## Переможниці та фіналістки
Одиночний розряд
 Саня Мірза —  Альона Бондаренко, 6-4, 5-7, 6-3
Парний розряд
 Янь Цзи /  Чжен Цзє —  Лі Тін /  Сунь Тяньтянь, 6-4, 6-1